# Paul Alliès
Pour les articles homonymes, voir Alliès.
Ne doit pas être confondu avec Paul Ariès.
Paul Alliès, né le 8 juin 1945 à Pézenas (Hérault), est un homme politique et politologue français.
Professeur à l'université Montpellier-I, il enseignait au département de science politique l'histoire politique de la France et la sociologie historique des partis. En 2008, il devient, aux côtés d'Arnaud Montebourg, secrétaire national adjoint du Parti socialiste au sein du secrétariat national à la rénovation du parti. Depuis 2009, il est président de la « Convention pour la 6e République ».

## Biographie
Paul Alliès fait ses études à la faculté de droit de Montpellier. Après un service militaire en Allemagne où il devient lieutenant, il est assistant puis maître de conférences à l'université Montpellier-I. En 1991, il devient professeur dans la même université.
Après avoir été jusqu'au milieu des années 1980 l'un des dirigeants locaux de la Ligue communiste révolutionnaire, il milite au Parti socialiste.

## Parcours
Il est détaché en 1985 auprès des services culturels de l’Ambassade de France en Italie (directeur-adjoint de l’Institut français de Naples). Il effectue également plusieurs missions de longue durée à l’étranger (Mexico en 1982, Pékin en 1987). Il est directeur de l'UFR de droit de 1993 à 1995, vice-président de l’université Montpellier-I (de 1989 à 1994), membre du Conseil national des universités de 1982 à 1995, du CNRS (section science politique) de 1987 à 1991 et de 1995 à 2000. Membre du conseil de l'UFR de droit, il participe aux commissions de spécialité de science politique de Montpellier, Perpignan et Aix-en-Provence ainsi qu'au conseil scientifique de l’Institut de la décentralisation, think-tank porte-parole des idées de "gouvernance" en matière de décentralisation.
En 2005, il fait partie d'un groupe de juristes signataires d'un appel à l'opposition au traité constitutionnel européen, nommé appel des « 23 », avec entre autres, l'ancien conseiller de François Mitterrand Jean Kahn ou l'ancien ministre Jean Foyer. Dans ce texte, des juristes et professeurs d’universités principalement, lancent un appel pour le « non » au referendum du 29 mai,

## Science politique
Paul Alliès a été le fondateur et le directeur du département de science politique de l’université de Montpellier-I de 1999 à 2007 ainsi que d’un master professionnel sur les « métiers du journalisme », en collaboration avec le groupe des journaux du Midi, ouvert en 2005. Il représente l’université de Montpellier dans le master Études européennes délivré par dix universités européennes et dont le siège est à Sienne.

## Recherche universitaire
En 1994, il crée et dirige depuis la revue Pôle Sud, une des huit revues française de science politique classées de niveau international et bénéficiant du soutien du CNRS. Elle publie des travaux menés sur l’Europe du Sud et publie notamment des travaux de chercheurs du CEPEL (Centre d’études politiques sur l’Europe latine), Unité mixte du CNRS qu’il a fondée en 1987.
En 2019, l'université d'Oradea lui décerne un doctorat honoris causa,.

## Mandats politiques
- Conseiller municipal de Pézenas de 1989 à 2008
- Conseiller régional (PS) du Languedoc-Roussillon de 1999 à 2004 (en remplacement de Georges Frêche, démissionnaire) et de 2008 à 2010 (élu sur la liste de Georges Frêche)
- Il apparait en 2014 dans une posture de défense publique de la contribution gouvernementale d'Arnaud Montebourg, malgré des proclamations d'appel à une sortie d'impasse du Parti socialiste.

Il est membre de l'équipe de campagne d'Arnaud Montebourg pour la primaire citoyenne de 2017.

## Ouvrages
- Le Rêve d'autre chose : changer la République ou changer de République (préface d'Edwy Plenel), Don Quichotte éditions, 2017  (ISBN 978-2-359-49599-7)
- Le Grand Renoncement. La gauche et les institutions de la Ve République, Textuel, 2007, 239 p.  (ISBN 978-2-84597-218-6)
- Une Constitution contre la démocratie ? Portrait d’une Europe dépolitisée, Castelnau-le-Lez, Climats, 2005, 228 p.  (ISBN 978-2-84158-276-1)
- « Un état de la coopération décentralisée » (en collaboration) in : L’action internationale des collectivités locales : engagement citoyen et mondialisation, La Documentation française, 2003. p. 378
- Pourquoi et comment une VIe République, Castelnau-le-Lez, Climats, 2002  (ISBN 978-2-84158-212-9)
- Éléments de droit politique, éditions du Faubourg, 1982
- L'invention du territoire, Presses universitaires de Grenoble, 1980
- L'Occitanie et la lutte des classes, Maspéro, 1972